# Usellus
Usellus é uma comuna italiana da região da Sardenha, província de Oristano, com cerca de 919 habitantes. Estende-se por uma área de 35 km², tendo uma densidade populacional de 26 hab/km². Faz fronteira com Albagiara, Ales, Gonnosnò, Mogorella, Villa Verde, Villaurbana.